# Charles Louis Auguste Fouquet de Belle-Isle

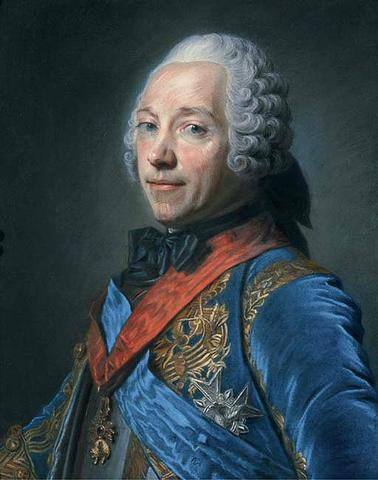
Marschall von Belle-Isle von Maurice Quentin de la Tour

Charles Louis Auguste Fouquet, Herzog von Gisors, genannt de Belle-Isle, (auch: Belleisle, * 22. September 1684 in Villefranche-de-Rouergue; † 26. Januar 1761 in Versailles) war ein französischer Minister, und Marschall von Frankreich.

## Leben
Der Graf, später Marquis, de Belle-Isle war ein Enkel des Intendanten Fouquet und stammte daher aus einer unter Ludwig XIV. in Ungnade gefallenen Familie. Von 1701 bis Januar 1702 diente er bei den Grauen Musketieren. Er kämpfte zuerst in Italien, erhielt 1705 ein Dragonerregiment, mit dem er 1706 an der Schlacht bei Turin teilnahm, zeichnete sich 1708 bei der Belagerung von Lille aus. 1709 wurde er zum Mestre de camp général der Dragoner ernannt. 1714 begleitete er den Marschall Villars nach Rastatt und bekam dann das Gouvernement von Hüningen übertragen.
Nach Beendigung des spanischen Erbfolgekriegs ließ ihn der Herzog von Orléans in der Bastille festsetzen; bald befreit, gewann er das Vertrauen des Kardinals Fleury und wurde 1727 Gouverneur der Trois-Évêchés mit Sitz in Metz, was er bis zu seinem Tod blieb. In Metz entfaltete er eine rege Bautätigkeit, unter anderem die Oper 1738, die älteste noch genutzte Oper in Frankreich. 1732 wurde er Lieutenant-général und diente 1734 unter Marschall Berwick. Im polnischen Erbfolgekrieg eroberte Belle-Isle Trier, verteidigte Philippsburg gegen Prinz Eugen von Savoyen und trug wesentlich zum vorteilhaften Frieden von 1735 bei und dazu, das Herzogtum Bar und das Herzogtum Lothringen für Frankreich zu sichern.
1740 zum Maréchal de France befördert, war er als Hauptgegner der Pragmatischen Sanktion Befürworter des Krieges gegen Österreich, vermittelte die Bündnisse mit Spanien, Bayern, Preußen, Kurpfalz und Köln und warb als Gesandter Frankreichs die Wahlstimmen der geistlichen Kurfürsten, Preußens und Sachsens 1741 in eigener Person für den Kurfürsten von Bayern als Nachfolger des 1740 verstorbenen Kaisers Karl VI.
Im österreichischen Erbfolgekrieg führte er ein französisches Heer nach Deutschland und stürmte am 26. November 1741 Prag. Danach wohnte er im Januar 1742 als Bevollmächtigter Frankreichs in Frankfurt der Krönung Karl Albrechts von Bayern bei.
Das Missgeschick der französischen Armee rief ihn nach Böhmen zurück. Von Sachsen und Preußen verlassen, wurden Belle-Isle und Broglie von der österreichischen Gesamtmacht angegriffen und genötigt, sich nach Prag zurückzuziehen, von wo er im Dezember 1742 mitten durch die gegnerischen Streitkräfte einen bewundernswerten Rückzug nach Eger bewerkstelligte.
Um Preußen zum Beitritt zum Bund gegen Österreich zu bewegen, reiste er nach Berlin, wurde aber 1744 in Elbingerode mit seinem Bruder durch den hannoverschen Amtmann Johann Hermann Meyer verhaftet und nach England transportiert. Nach seiner 1745 erfolgten Auswechslung 1746 zum Oberbefehlshaber in der Provence ernannt, nötigte er den österreichischen General Browne, die Belagerung von Antibes aufzuheben. Nach dem Aachener Frieden wurde Belle-Isle Herzog (1742) und Pair von Frankreich (1748), auch Mitglied der Akademie (1749). Er war Ritter vom Goldenen Vlies.
Die Umgestaltung des Place d'Armes in Metz wurde 1754 in seinem Auftrag von Jacques-François Blondel begonnen. Ludwig XV. verlangte die Schaffung eines Orts, um den alle Gewalten repräsentiert waren.
Als geschworener Feind des Hauses Österreich versuchte er 1756 vergeblich das Bündnis mit Österreich gegen Preußen zu verhindern. Seit 1758 Kriegsminister (Secrétaire d’État à la Guerre), erwarb er sich große Verdienste um das französische Heerwesen durch Erweiterung der Militärschulen, Beschränkung des überhandnehmenden Luxus im Lager, Einführung eines gerechten Beförderungssystems usw. Kurz vor seinem Tod gründete er die Akademie der Wissenschaften in Metz.
Belle-Isle starb am 26. Januar 1761 als letzter männlicher Nachkomme seines Hauses.
Sein Bruder Armand Fouquet de Belle-Isle (1693–1747), bekannt unter dem Namen Chevalier de Belle-Isle, zeichnete sich ebenfalls auf dem Schlachtfeld wie in der Diplomatie aus und versuchte 1747, an der Spitze von 50 Bataillonen in das Königreich Sardinien-Piemont einzudringen, wobei er aber am 19. Juli am Col de l’Assiette den Tod fand.
Der Name erinnert an die Insel Belle-Île, die von Fouquet her im Besitz der Familie war, bis der Marschall sie für die Grafschaft Gisors an die Krone abtrat.

### Orden
- Ritter des Ordens vom Goldenen Vlies
- Ritter des Ordens vom Heiligen Geist